# Alte Valli Stura e Maira
Alte Valli Stura e Maira è il nome di una zona di protezione speciale della rete Natura 2000 situata nella provincia di Cuneo, in Piemonte. Per estensione è la seconda ZPS più grande del Piemonte.
L'area si estende per gran parte della Valle Stura di Demonte, ne rimane escluso il fondovalle e le pendici più basse, della Val Maira sono compresi il vallone del Maurin ai piedi dell'omonimo colle, il Vallone di Unerzio e il vallone del Preit di Canosio.
All'interno della ZPS si trovano ben 4 siti di interesse comunitario: 
- Vallone di Orgials - Colle della Lombarda (IT1160023)
- Gruppo del Tenibres (IT1160021)
- Colle e lago della Maddalena, Val Puriac (IT1160024)
- Sorgenti del torrente Maira, bosco di Saretto, Rocca Provenzale (IT1160018)

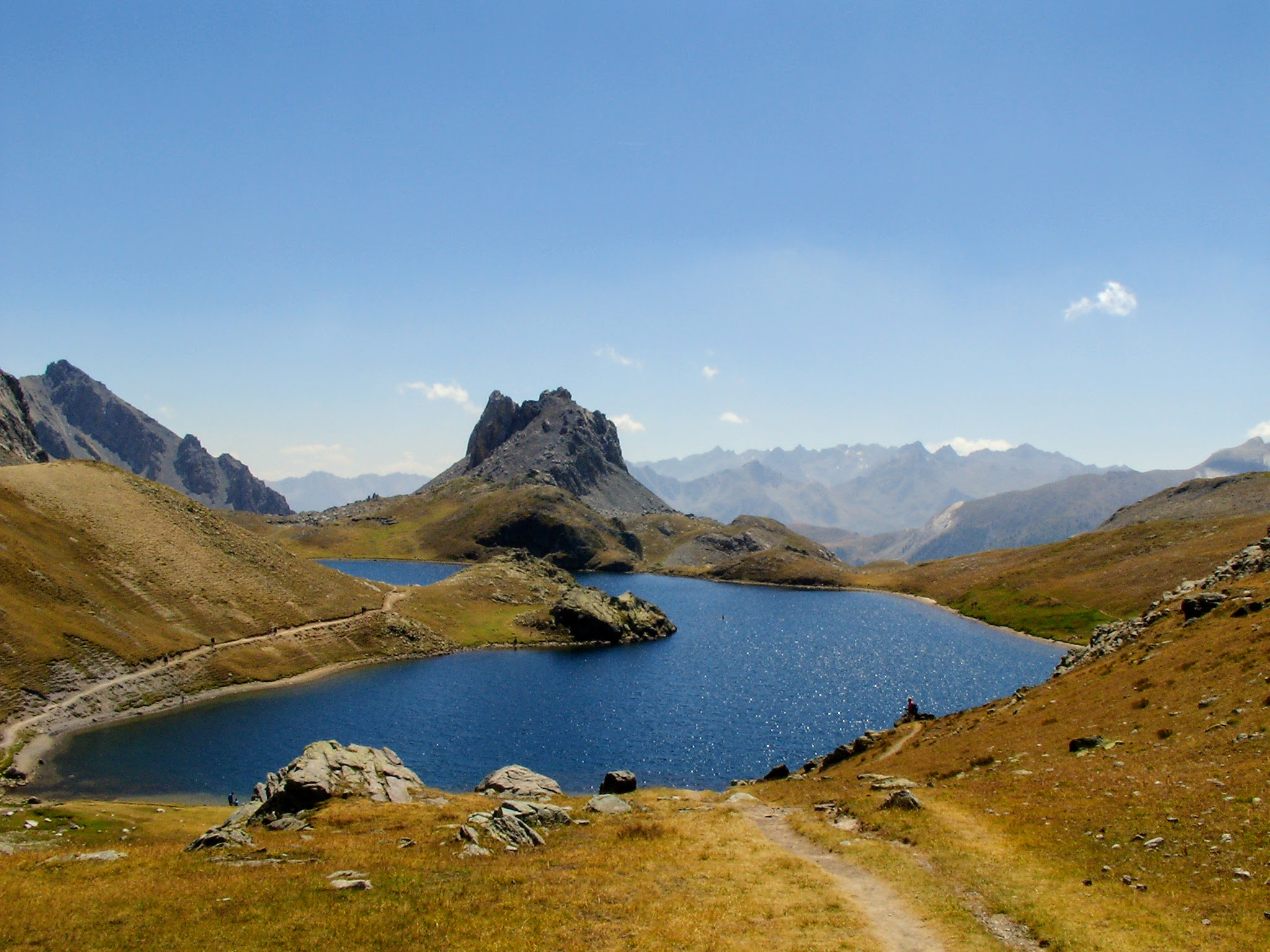
I laghi di Roburent

Nell'area si trovano numerose cime oltre i 3000 m s.l.m. come il monte Tenibres (3031 m s.l.m.), la Cima di Corborant (3010 m s.l.m.),  la Tête de l'Homme (3202  m) e il Brec de Chambeyron (3389 m), numerosi anche i laghi tra i quali il lago della Maddalena, il lago di San Bernolfo e i laghi di Roburent.

## Fauna
Nell'area della ZPS  sono  segnalate  circa  150  specie  di uccelli, 32 delle quali sono inserite nell'allegato I della Direttiva Uccelli e sono individuate come nidificanti nell'area.